# Craspedosis gyroleuca
Craspedosis gyroleuca là một loài bướm đêm trong họ Geometridae.